# Spirostreptus pratextus
Spirostreptus pratextus är en mångfotingart som beskrevs av Porath 1872. Spirostreptus pratextus ingår i släktet Spirostreptus och familjen Spirostreptidae. Inga underarter finns listade i Catalogue of Life.